# Tiếng Pháp Québec
Tiếng Pháp tại Québec (tiếng Pháp: français québécois, nó còn được gọi là tiếng Pháp Québécois hay tiếng Québécois) là phương ngữ tiếng Pháp phổ biến nhất tại Canada. Nó được sử dụng chủ yếu tại Québec và ít hơn tại Ontario, miền Tây Canada, và New England (Hoa Kỳ). Ở Canada, phương ngữ này được sử dụng trong cuộc sống bình thường, cũng như trong giáo dục, báo chí, và chính phủ.
Tiếng Pháp tại Canada là thuật ngữ phổ biến chỉ đến các phương ngữ được sử dụng tại Canada, bao gồm phương ngữ Québec. Ngày xưa nó chỉ có chỉ đến các phương ngữ giống nhau tại Québec, Ontario, và miền Tây Canada. Tuy nhiên, ngày nay người ta không còn bỏ qua tiếng Pháp tại Acadie, phương ngữ này cũng được nói ở một số địa phương ở miền đông Québec.

## Ngữ âm

### Nguyên âm
Trong các âm tiết đóng, /i, y, u/ trở thành [ɪ, ʏ, ʊ] (ngoại trừ /v, z, ʒ, ʁ/ trước):
- six /sis/ → [sɪs]
- lune /lyn/ → [lʏn]
- poule /pul/ → [pʊl]

Trong các âm tiết mở, /a/ trở thành [ɔ]:
- pas /pa/ → [pɔ]
- chocolat /ʃɔkɔla/ → [ʃɔkɔlɔ]

Trong các âm tiết đóng, nguyên âm dài trở thành nhị trùng âm:
- âge /ɑːʒ/ → [ɑʊ̯ʒ]
- caisse /kɛːs/ → [kaɪ̯s]
- beurre /bœːʁ/ → [baœ̯ʁ]
- fort /fɔːʁ/ → [fɑɔ̯ʁ]
- gauche /ɡoːʃ/ → [ɡou̯ʃ]
- feutre /føːtʁ/ → [føy̯tʁ]
- quinze /kɛ̃ːz/ → [kẽɪ̯̃z]
- onze /õːz/ → [ɒ̃ʊ̯̃z]

### Phụ âm
/i, y, j, ɥ/ trước, /t, d/ trở thành [t͡s, d͡z]
- petit /pəti/ → [pœ̈t͡si]
- tu /ty/ → [t͡sy]
- moitié /mwatje/ → [mwat͡sje]
- habituer /abitɥe/ → [abit͡sɥe]
- mardi /mɑʁdi/ → [mɑʁd͡zi]
- du /dy/ → [d͡zy]
- dieu /djø/ → [d͡zjø]
- aujourd’hui /oʒuʁdɥi/ → [oʒuʁd͡zɥi]